# 日本地理分区

日本八大地方區分（本圖包含存在主權爭端的北方四島及釣魚臺列嶼）

日本地理區劃是指日本國內基於歷史人文與自然地理等因素所劃分成的地方或地區概念。對於海外人士來說，一般較為熟悉的是根據自然地理的概念，將日本分為日本列島的四個大島及琉球群島這般的分法。但是對於日本當地居民來說，卻較常使用所謂「八大地方區分」的劃分概念，依照各地因歷史、文化、經濟發展、交通建設等的不同而逐漸形成的當地居民意識，將日本全國劃分為北海道、東北、關東、中部、近畿、中國、四國、九州8個「地方」。而各「地方」的數量及涵蓋範圍，亦會因著自然或人文的相近性而有所調整，例如將中部地方分割為東海、北陸及甲信越，人口數量龐大的關東地方則分拆成北關東及南關東等。

## 地方、地域名一覽
| 地方       | 地圖 | 面積          | 人口（2023年） | 人口密度   | 最大城市   |
| ---------- | ---- | ------------- | -------------- | ---------- | ---------- |
| 北海道地方 |      | 83,457.48 km² | 5,097,677      | 64.1/km²   | 札幌市     |
| 东北地方   |      | 66,951.97 km² | 8,303,578      | 124.2/km²  | 仙台市     |
| 關東地方   |      | 32,423.90 km² | 43,561,778     | 1343.5/km² | 東京都區部 |
| 中部地方   |      | 72,572.34 km² | 22,462,747     | 309.5/km²  | 名古屋市   |
| 近畿地方   |      | 33,112.42 km² | 21,993,732     | 664.2/km²  | 大阪市     |
| 中國地方   |      | 31,921.65 km² | 7,061,815      | 221.2/km²  | 廣島市     |
| 四國地方   |      | 18,803.41 km² | 3,572,889      | 190.0/km²  | 松山市     |
| 九州地方   |      | 44,512.60 km² | 14,023,497     | 315.0/km²  | 福岡市     |

### 北海道
- 北海道地方：在過去曾一度被劃分為3個縣（函館縣、札幌縣、根室縣），但在1886年設置北海道廳（日语：北海道庁 (1886-1947)）時同步廢縣。
  - 道北： 
    - 宗谷綜合振興局 - 稚內市
    - 留萌振興局 - 留萌市
    - 上川綜合振興局 - 旭川市

  - 道東： 
    - 鄂霍次克綜合振興局 - 網走市
    - 根室振興局 - 根室市
    - 釧路綜合振興局 - 釧路市
    - 十勝綜合振興局 - 帶廣市

  - 道央： 
    - 空知綜合振興局 - 岩見澤市
    - 石狩振興局 - 札幌市
    - 後志綜合振興局 - 虻田郡俱知安町
    - 膽振綜合振興局 - 室蘭市
    - 日高振興局 - 浦河郡浦河町

  - 道南：
    - 渡島綜合振興局 - 函館市
    - 檜山振興局 - 檜山郡江差町

### 本州
本州島是日本列島中最大的島嶼，其上包含了習慣上被稱為東北、關東、中部、近畿與中國的五個地方，包括東京與大阪在內等日本最重要的都會區皆位於本州島上。
- 東北地方：
  - 北東北：
    - 青森縣 - 青森市
    - 岩手縣 - 盛岡市
    - 秋田縣 - 秋田市

  - 南東北： 
    - 宮城縣 - 仙台市
    - 山形縣 - 山形市
    - 福島縣 - 福島市
- 關東地方： 
  - 北關東：
    - 茨城縣 - 水戶市
    - 栃木縣 - 宇都宮市
    - 群馬縣 - 前橋市

  - 南關東：
    - 埼玉縣 - 埼玉市
    - 千葉縣 - 千葉市
    - 東京都 - 新宿區
    - 神奈川縣 - 横滨市、川崎市
- 中部地方： 
  - 甲信越地方： 
    - 山梨縣 - 甲府市
    - 長野縣 - 長野市
    - 新潟縣 - 新潟市（有时归为东北地方[2]）

  - 北陸地方：
    - 富山縣 - 富山市
    - 石川縣 - 金澤市
    - 福井縣 - 福井市

  - 東海地方：
    - 靜岡縣 - 靜岡市、濱松市
    - 愛知縣 - 名古屋市
    - 岐阜縣 - 岐阜市
- 近畿地方：  
  - 滋賀縣 - 大津市
  - 京都府 - 京都市
  - 大阪府 - 大阪市、堺市
  - 兵庫縣 - 神戶市
  - 奈良縣 - 奈良市
  - 三重縣 - 津市（有时归为东海地方[3]）
  - 和歌山縣 - 和歌山市
- 中國地方
  - 山陰地方： 
    - 鳥取縣 - 鳥取市
    - 島根縣 - 松江市

  - 山陽地方：
    - 岡山縣 - 岡山市
    - 廣島縣 - 廣島市
    - 山口縣 - 山口市

### 四國
- 四國地方：
  - 德島縣 - 德島市
  - 香川縣 - 高松市
  - 愛媛縣 - 松山市
  - 高知縣 - 高知市

### 九州
九州島是日本列島四大島中位置最南的一座。另外，琉球群島雖然在地理上被視為獨立的群島（全境分屬鹿兒島縣及沖繩縣管轄），但在日本的地方概念中通常被視為是九州地方的一部份。此外，有將九州和沖繩縣合稱為「九州・沖繩地方」的稱呼法，但是定義等同於「九州地方」。
- 九州地方：
  - 福岡縣 - 福岡市、北九州市
  - 佐賀縣 - 佐賀市
  - 長崎縣 - 長崎市
  - 熊本縣 - 熊本市
  - 大分縣 - 大分市
  - 宮崎縣 - 宮崎市
  - 鹿兒島縣 - 鹿兒島市
  - 沖繩縣 - 那霸市

## 「八地方區分」以外的劃分方法
二區分
- 東日本與西日本：根據過去日本的中央政權曾經位於不同區域的歷史淵源，而將日本（尤其是本州島）分為以東京與大阪為首的東西兩個主要地區。
- 太平洋側與日本海側：根據氣候與海運的特性不同來劃分日本。
- 表日本與裏日本：根據日本在高度經濟成長的時代，各地區佔國家經濟發展比重的不同而劃分的概念。一般來說「表日本」的範圍涵蓋本州島太平洋岸一側，而「裏日本」則大致與日本海側的日本同義，涵蓋本州島大部分的日本海一側地區。

三區分
- 東日本、中日本、西日本：根據交通特性與三大都市圈為核心的經濟圈分佈不同來劃分。分别以东京、名古屋、大阪为代表性的中心城市。
- 北日本、東日本、西日本：主要是氣象預報用的劃分方式，其中北日本包含北海道與東北，東日本包括了關東與包含三重縣在內的中部地方，西日本則指不包含三重縣在內的近畿與九州地方，但不包含沖繩與奄美等地區。

其他輔助用法
通常是以日本國內某個地區為中心來看待其他區域的劃分方式，屬於較不綜觀性的分類。
- 北日本、南日本：以畿內（日本古代的中央政權所在地）至東京這個位居日本中央位置的地區為中心來看待日本其他區域的觀點概念。其中，「北日本」的用法在播報氣象時經常被使用到，但「南日本」這稱呼卻甚少被提及。
- 東國、西國：以畿內為中心來看待日本全國其他地區的概念。